# 大江音人
大江 音人（おおえ の おとんど/おとひと）は、平安時代初期から前期にかけての公卿・学者。兵部少丞・大枝諸上の孫、備中権介・大枝本主の嫡男。官位は従三位・参議。

## 経歴
紀伝道について菅原清公に師事、天長10年（833年）文章生、承和4年（837年）文章得業生に補せられる。『六国史』に記述はないが承和9年（842年）に発生した承和の変に連座して一時尾張国に配流されたことが『公卿補任』に見られる。後に音人の子孫である大江匡衡が尾張守を務めた際に、先祖の音人がこの地に流されていたことを記していることから、配流の件は事実であったとみられている。承和11年（844年）赦されて帰洛後、承和12年（845年）対策に及第、少内記を経て、承和15年（848年）従五位下に叙爵され、大内記に昇進する。
嘉祥3年（850年）皇太子・惟仁親王の東宮学士に転任。文徳朝では東宮学士を務める傍ら、民部少輔・大内記・左少弁を兼ね、仁寿4年（854年）には従五位上に昇叙されている。
天安2年（858年）惟仁親王の即位（清和天皇）に伴い正五位下に叙せられ、まもなく右中弁に任ぜられる。清和朝では弁官を務めながら順調に昇進し、貞観2年（860年）従四位下、貞観5年（863年）右大弁と叙任。貞観6年（864年）には参議に任ぜられ公卿に列した。貞観8年（866年）従四位上・正四位下と続けて昇叙される。また同年に発生した応天門の変においては、応天門放火の嫌疑により左大臣・源信の邸宅を囲んだ遣使に対して、清和天皇の勅令を受けて右大弁として左中弁・藤原家宗とともに慰諭を行い、源信の嫌疑を晴らしている
同年10月に大枝から大江へと改姓しているが、枝（分家）が大きいと、本体である木の幹（本家）が折れる（下克上）事にも繋がり不吉である、との理由であった。しかし大枝姓は桓武天皇より与えられたものであることから、全面的に変更するわけにもいかず、読み方はそのままで漢字表記のみの変更に留めた。また、大きな川（江）の様に末永く家が栄えるように、との意味があるという。
のちに、議政官（参議）として左大弁・勘解由長官・左兵衛督・検非違使別当などを兼ねた。またこの間の貞観16年（874年）には従三位に昇叙されている。また、清和天皇に対して『史記』の進講も行っている。
元慶元年（877年）11月3日薨去。享年67。最終官位は参議従三位行左衛門督。

## 出自
一説によると、音人は阿保親王の長子であるが、音人が生まれる前年に親王が薬子の変の連座で大宰府に左遷されたため、大枝本主の養子になった、あるいは、母（中臣氏）は阿保親王の侍女で、阿保親王の子を身籠もった後に、本主の妻となり音人を産んだといわれ、在原行平や在原業平らと兄弟だともされる。音人の出自については、以下の議論がある。
- 音人が承和の変において処罰された事実と、同変の密告者とされる阿保親王が事件直後に急死した際に親王の遺児を庇護するように命じた仁明天皇の勅が矛盾することから、音人と阿保親王の間に血縁関係はない（森田兼吉）。
- 音人を阿保親王の子とする伝承を作成したのは大江匡房（『続本朝往生伝』）と推定する（今井源衛）[6]。
- 音人を阿保親王の子とするのを大江氏の仮冒によるものと断じるのはあくまで推論に過ぎない。音人の出生が薬子の変の翌年という非常時だったことなどから、音人の在世時には阿保親王の落胤であることは公には秘していた可能性がある（目崎徳衛）[7]。

## 人物
性格は静かで落ち着いており、飾り気がなく口数が少なかった。眉が広く目は大きく大柄で立派な顔立ちをしており、風格もあった。また、声も大きくて美しかった。
政体・故事に通暁し、政務において疑義が生じる度に朝廷から諮問を受けたという。また学者としても知られ、通儒と称された。菅原是善らと『貞観格式』の撰上を担当、その上表文と式序を作成し、また『日本文徳天皇実録』の編纂にも参画した。『群籍要覧』『弘帝範』の編纂も行い、家集に『江音人集』があったとされるが、いずれも散逸して現在には伝わっていない。

## 官歴
※日付＝旧暦
- 天長10年（833年） 日付不詳：文章生
- 承和4年（837年） 日付不詳：文章得業生
- 承和5年（838年） 日付不詳：備中目
- 承和9年（842年） 日付不詳：流罪尾張国（承和の変連座）[9]
- 承和13年（846年） 1月13日：少内記
- 承和15年（848年） 1月7日：従五位下。2月24日：大内記
- 嘉祥3年（850年） 11月25日：東宮学士
- 仁寿2年（852年） 11月1日：兼民部少輔
- 仁寿3年（853年） 7月1日：兼大内記、民部少輔・東宮学士如元
- 仁寿4年（854年） 1月7日：従五位上
- 斉衡3年（856年） 1月11日：兼左少弁修理東大寺大仏像長官、東宮学士如元
- 天安2年（858年） 3月18日：兼丹波守、去左少弁。11月7日：正五位下。11月25日：兼式部少輔、去丹波守。12月8日：兼右中弁
- 貞観元年（859年） 12月：権左中弁、式部少輔如元
- 貞観2年（860年） 11月16日：従四位下
- 貞観3年（861年） 1月13日：左中弁、式部少輔如元
- 貞観5年（863年） 2月10日：右大弁
- 貞観6年（864年） 1月16日[10]：参議、右大弁如元
- 貞観7年（865年） 3月9日：兼播磨権守
- 貞観8年（866年） 1月7日：従四位上。3月23日：正四位下。10月15日：大枝姓から大江姓に改姓
- 貞観9年（867年） 1月12日：兼左大弁
- 貞観10年（868年） 5月26日：兼勘解由長官。9月：兼美濃守
- 貞観12年（870年） 日付不詳：去美濃守
- 貞観14年（872年） 2月15日：兼近江権守
- 貞観16年（874年） 1月7日：従三位。2月29日：兼左衛門督、去左大弁。3月7日：兼検非違使別当
- 貞観17年（875年） 日付不詳：去近江権守
- 元慶元年（877年） 11月3日：薨去（参議従三位行左衛門督）

## 系譜
- 父：大枝本主
- 母：中臣石根の娘 - 阿保親王侍女[11]
- 妻：不明
  - 男子：大江公幹
  - 男子：大江玉淵
  - 男子：大江千里
  - 男子：大江宗淵
  - 男子：大江染淵
  - 男子：大江千秋
  - 男子：大江千古（866-924）
  - 男子：大江春潭
  - 男子：大江千枝